# Tetelcingo-Nahuatl
Het Tetelcingo-Nahuatl of Mösiehuali̲ is een variant van het Nahuatl die gesproken wordt door de Nahua, de oorspronkelijke bewoners van het huidige Mexico. De taal behoort tot de Uto-Azteekse taalfamilie. Het Tetelcingo-Nahuatl wordt gesproken in en rond de plaats Tetelcingo in de deelstaat Morelos. Bij ISO/DIS 639-3 is de code nhg. Er zijn enige duizenden sprekers (2000). 